# Benny Andersson
Göran Bror Benny Andersson (n. 16 decembrie 1946, Stockholm, Suedia) este un cântăreț suedez care face parte din formația ABBA, alături de Agnetha Fältskog, Anni-Frid Lyngstad și Björn Ulvaeus.